# Samuił Cwilling
Samuił Moisiejewicz Cwilling (ros. Самуи́л Моисе́евич Цви́ллинг, ur. 13 stycznia 1891 w Tobolsku, zm. 2 kwietnia 1918 w stanicy Izobilnaja w guberni orenburskiej) – bolszewik, rewolucjonista.
Urodzony w żydowskiej rodzinie mieszczańskiej, nie ukończył szkoły, w 1905 wstąpił do SDPRR, bolszewik. Za działalność wywrotową skazany na karę śmierci zamienioną na 5 lat więzienia, pracował w gazetach „Stiep´” i „Uralskaja żyzń”, podczas działalności rewolucyjnej był podejrzewany o związki z Ochraną, 1916 powołany do armii. Od 1917 przewodniczący Rady Czelabińskiej, przewodniczący Komitetu Miejskiego SDPRR(b) w Czelabińsku, delegat na VI Zjazd SDPRR i na II Wszechrosyjski Zjazd Rad. Kierował Orenburskim Komitetem Wojskowo-Rewolucyjnym. Został zabity podczas walk z oddziałem Kozaków.